# Меттинген
Меттинген (нем. Mettingen) — община в Германии, в земле Северный Рейн-Вестфалия.
Подчиняется административному округу Мюнстер. Входит в состав района Штайнфурт.  Население составляет 12 105 человек (на 31 декабря 2010 года). Занимает площадь 40 км².

## Фотографии

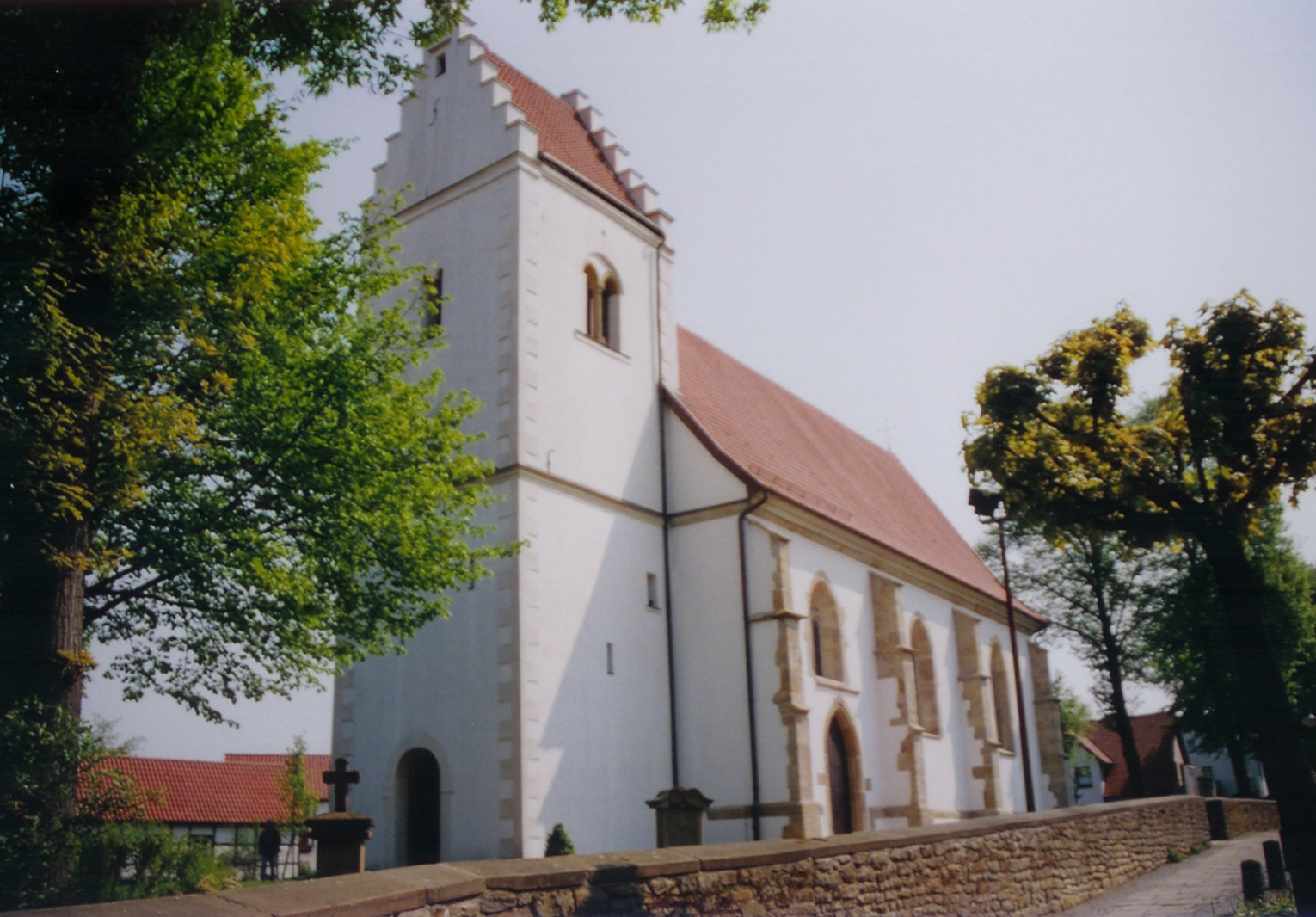
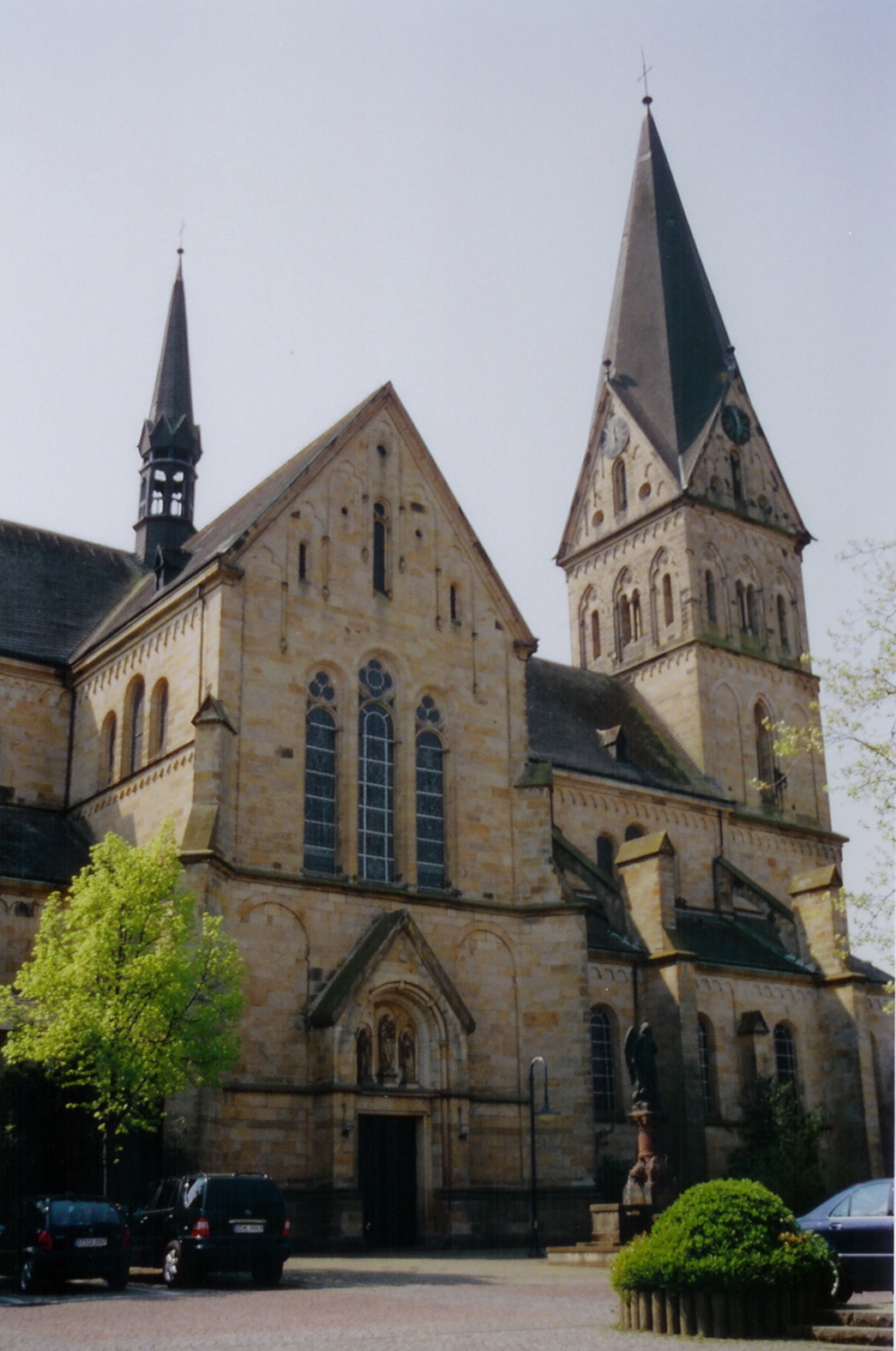
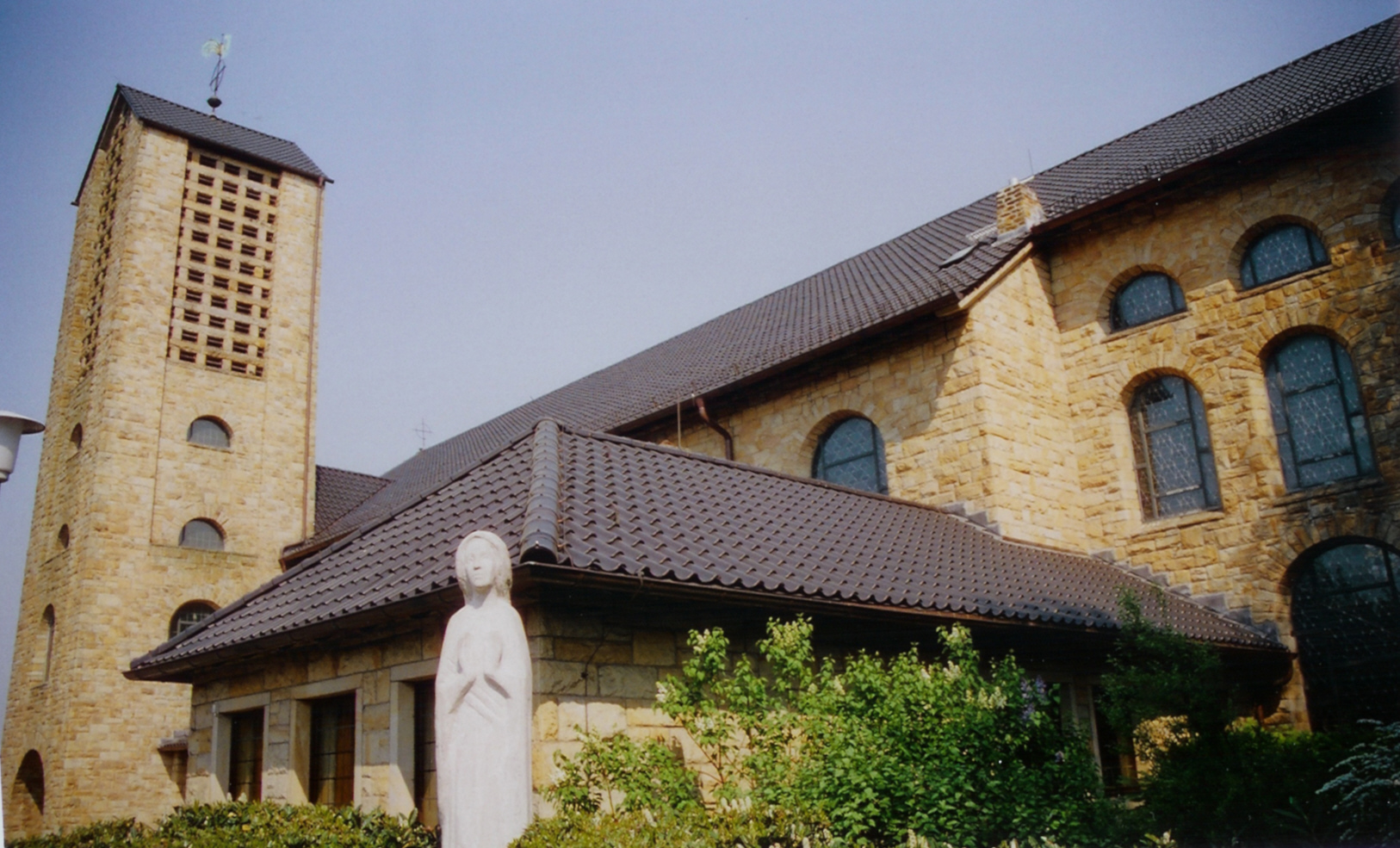
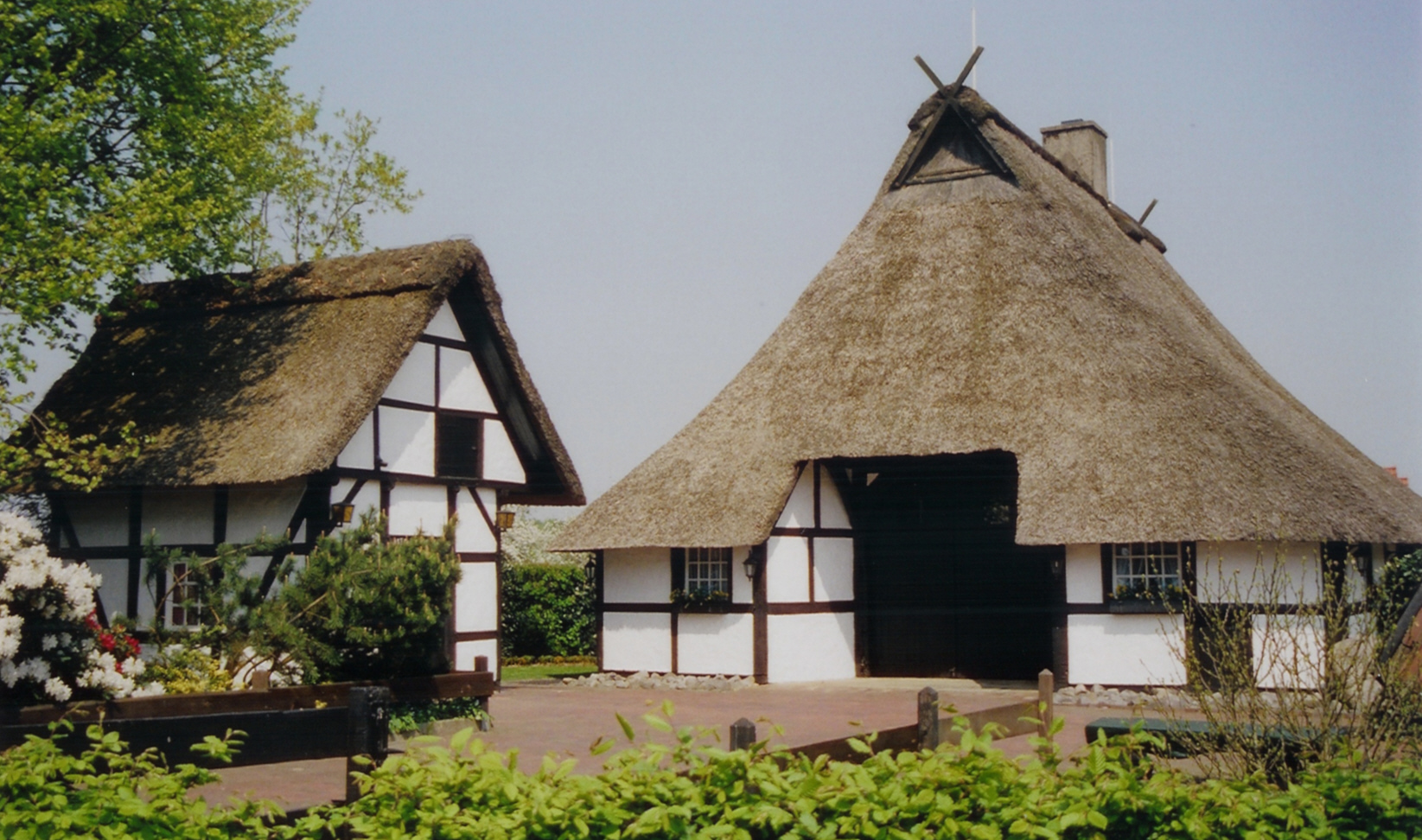
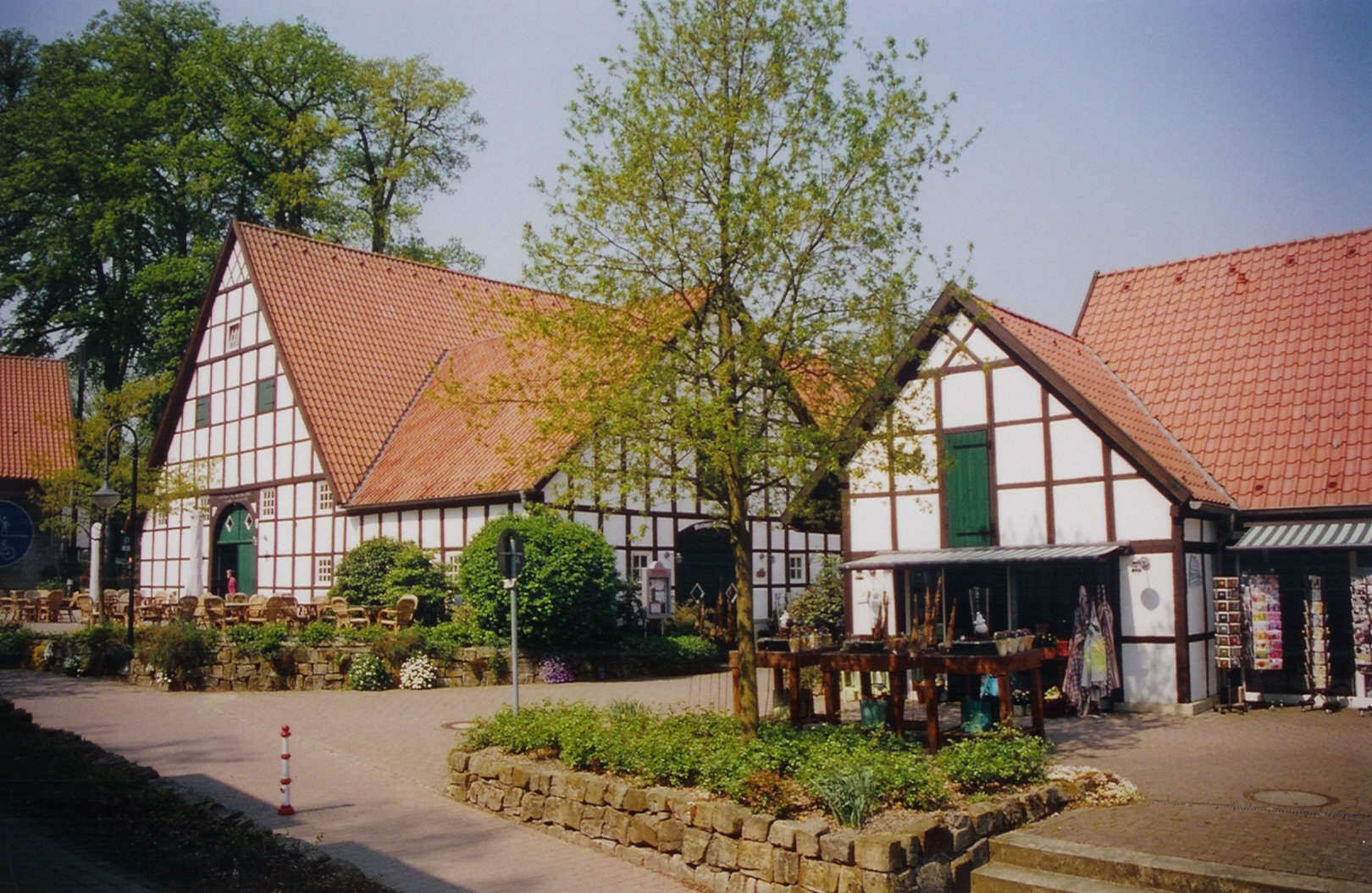
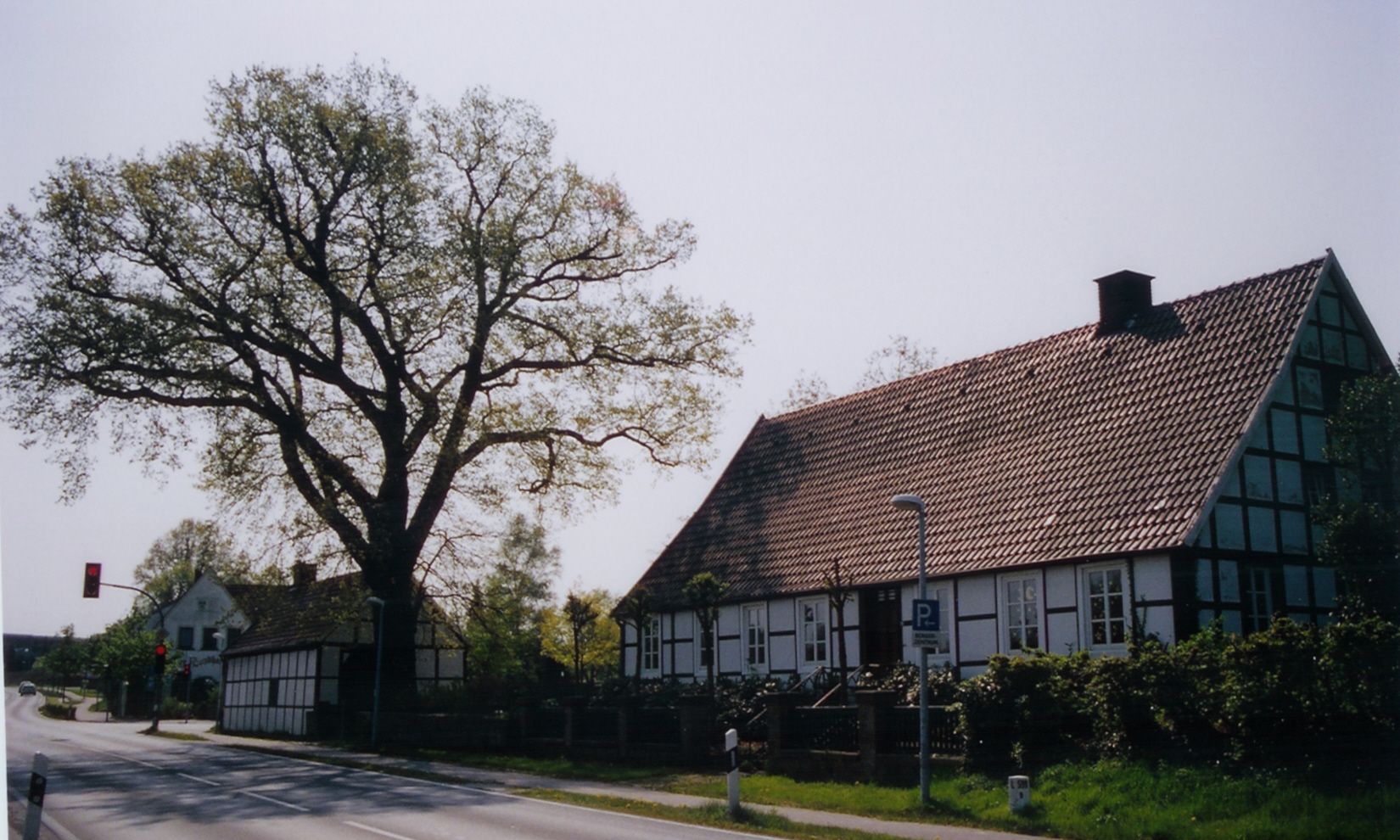
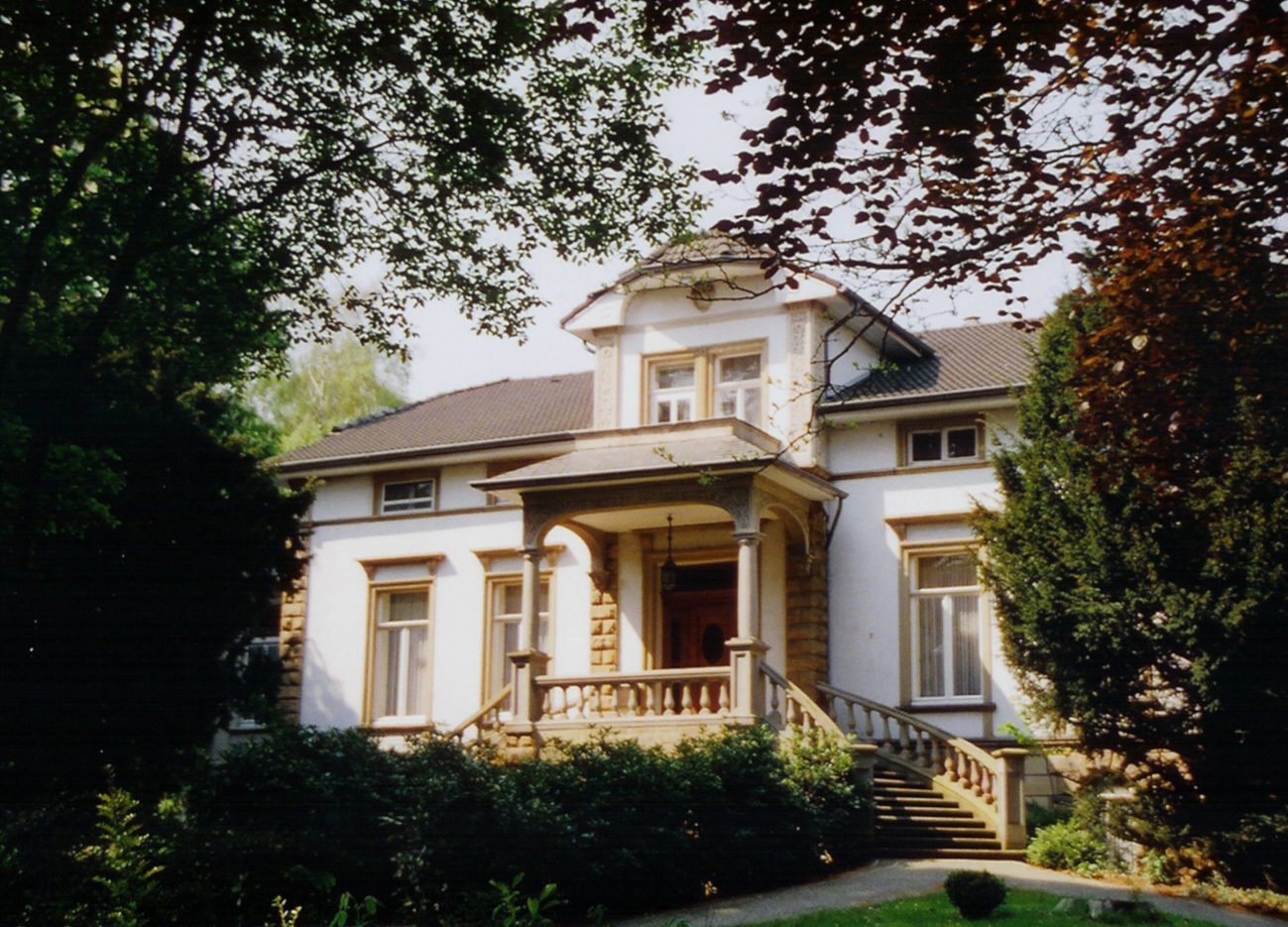